# الاتحاد الرياضي التونسي
الاتحاد الرياضي التونسي، هو نادي متعدد الاختصاصات وأقدم نادي تونسي ما زال موجوداً (تأسس سنة 1917 ) في مدينة تونس العاصمة، ولو إنه لا يملك الآن إلا فريق نسائي لكرة القدم، يلعب هذا الفريق في الرابطة التونسية المحترفة لكرة القدم للسيدات في موسم 2022–23. كان في فترة الاستعمار يمثل يهود تونس.

## سجل ألقاب النادي
كرة القدم :
فريق السيدات :
- البطولة التونسية للسيدات  (1) : 2004–05.

♦ الدور النهائي  (1) : 2017–18.
- كأس تونس :

♦ الدور النهائي  (6) : 2005، 2006، 2010، 2017، 2018، 2023.
- كأس السوبر  (1) : 2010.

- كأس الرابطة  (1) : 2016.

♦ الدور النهائي  (2) : 2014، 2019.
- كأس الاتحاد الوطني للمرأة  (1) : 2021.

فريق الرجال :
- البطولة التونسية  (3) : 1930، 1931، 1933.

- كأس تونس  (5) : 1930، 1931، 1933، 1934، 1935.

- كأس الهادي شاكر  (1) : 1959.

الخارجية
- بطولة شمال أفريقيا :

♦ الدور النهائي  (1) : 1934.
كرة اليد :
فريق الرجال :
- الدوري التونسي  (1) : 1960–61.

كرة الطائرة :
فريق الرجال :
- كأس تونس  (1) : 1959–60.

## وصلات خارجية
- صفحة الاتحاد الرياضي التونسي على موقع كوووة.
- الموقع الرسمي للجامعة التونسية لكرة القدم.